# Bosehaus

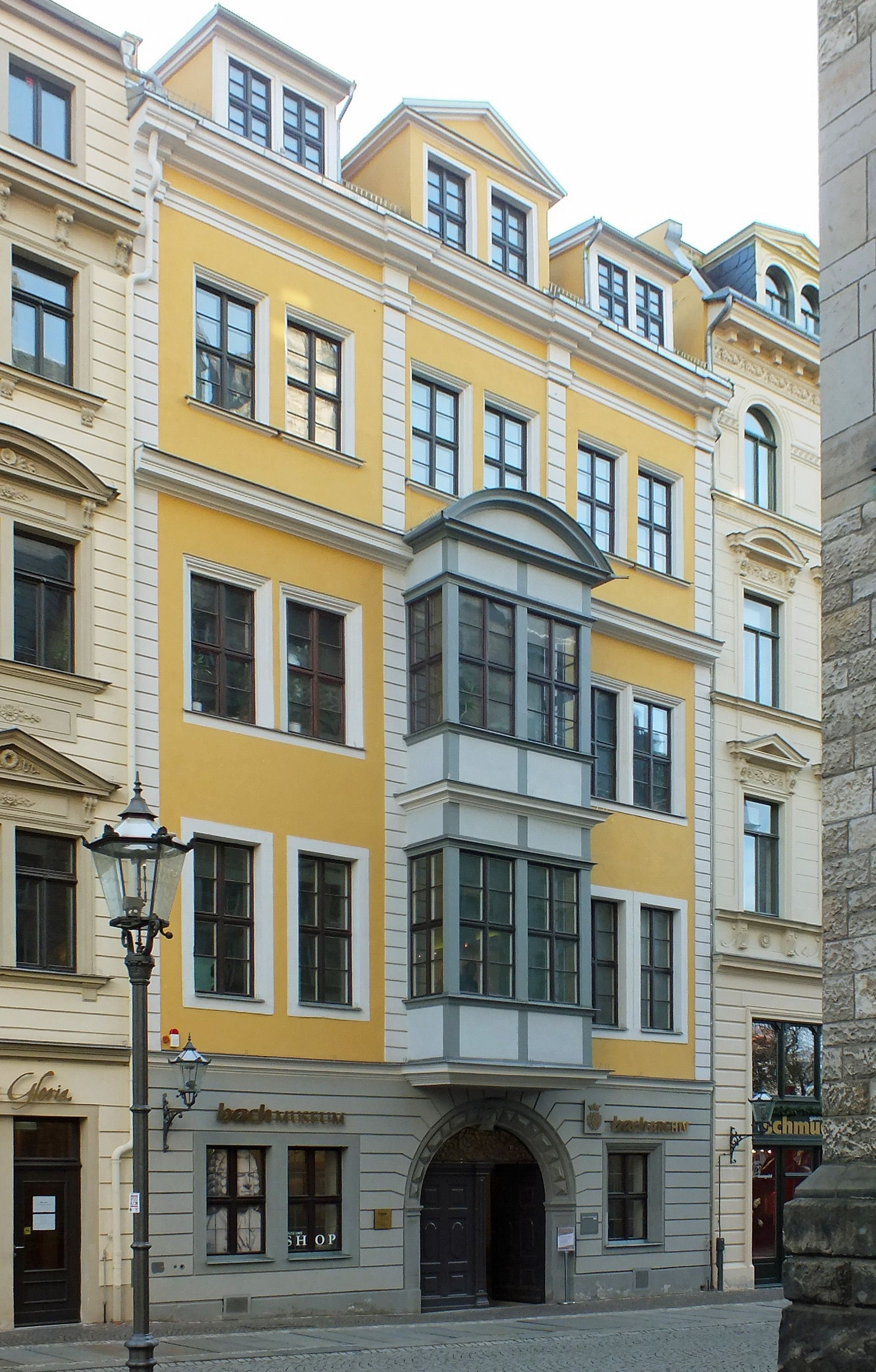
Das Bosehaus mit der Fassade von 1710 und dem vierten Geschoss von 1859

Das Bosehaus ist ein 1710/1711 erbautes Bürgerhaus des Barock in Leipzig. Es beherbergt das Bach-Archiv und das Bach-Museum.

## Lage und Baubeschreibung

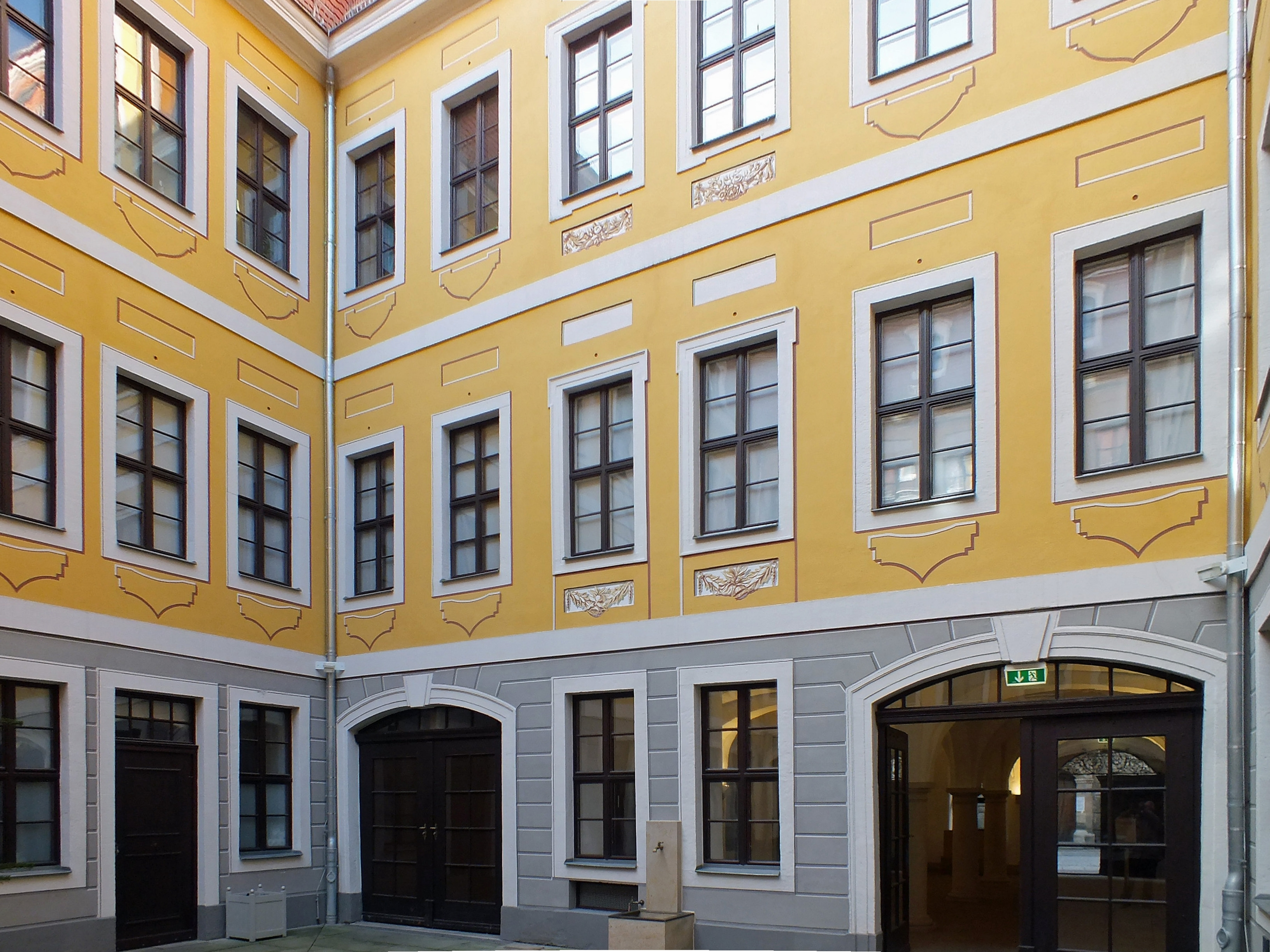
Der 1710 errichtete regelmäßige barocke Hof des Bosehauses

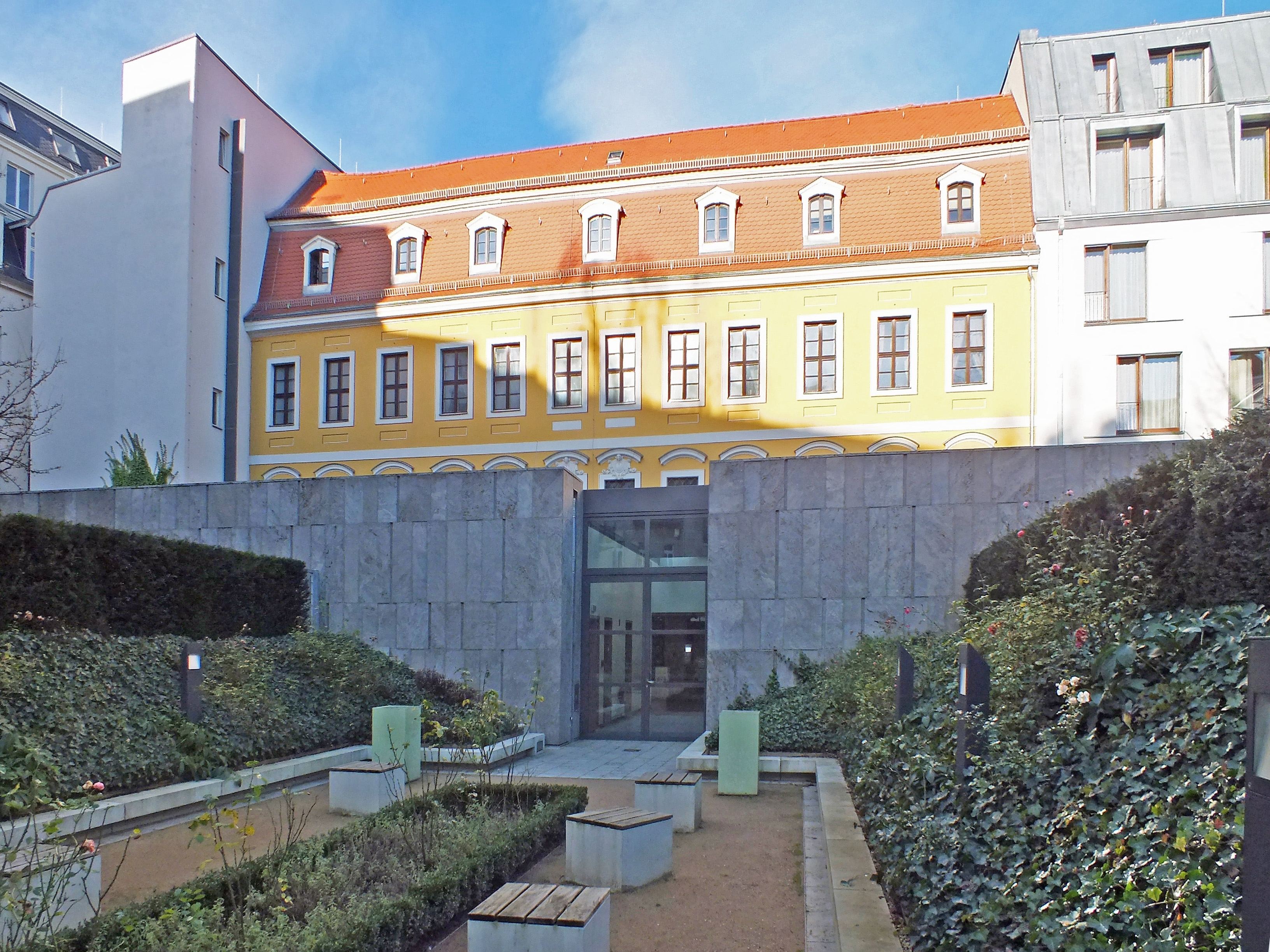
Der 1710 errichtete Hinterflügel mit dem modern angelegten Garten anstelle des barocken Vorgängers

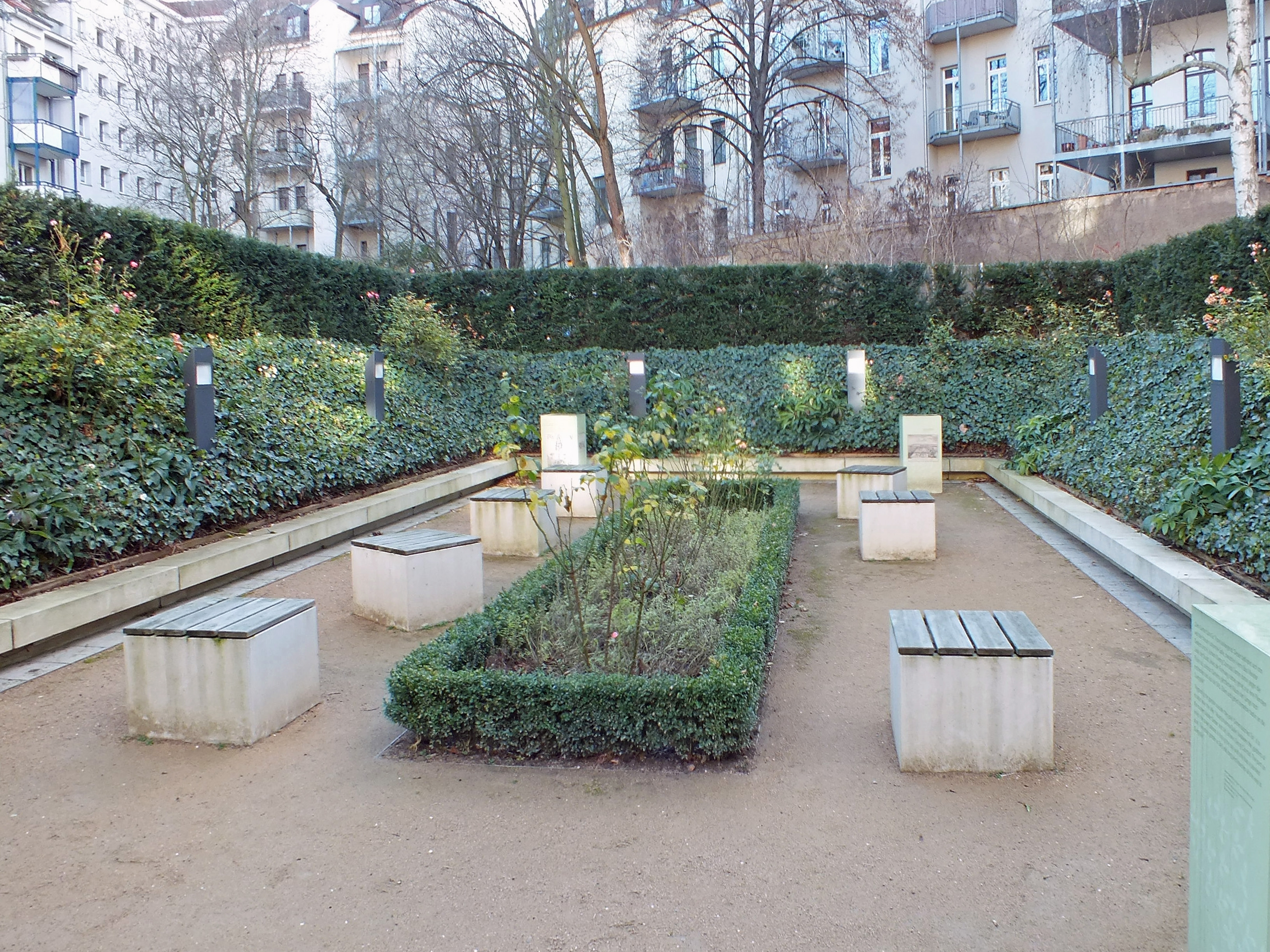
Der modern angelegte Garten

Das Bosehaus befindet sich auf der Südseite des Thomaskirchhofs mit der Hausnummer 16. Es liegt schräg gegenüber dem Südeingang der Thomaskirche.
Das Bosehaus besteht aus vier Gebäudeteilen, die einen rechteckigen Innenhof von etwa 10 mal 17 Meter umschließen. Die Außengrenzen des Grundstücks gegen die Nachbargrundstücke sind unregelmäßig, was zu schrägen Grundrissen in den Seitengebäuden führt. Nach Süden schließt sich ein kleiner Garten an.
Das vierstöckige Vorderhaus weist sechs Fensterachsen auf. Oberhalb des Rundportals erstreckt sich über das erste und zweite Geschoss ein Erker mit einem Rundbogenabschluss. Drei Dachgauben gehören zum ausgebauten Dachgeschoss. Simse und flache Lisenen gliedern die Fassade. Das Erdgeschoss besitzt Kreuzgewölbe, das im Eingangsbereich von drei Säulen getragen wird.
Das Bach-Museum nutzt im Wesentlichen das Erdgeschoss und die erste Etage, während die übrigen Stockwerke der Gebäudeteile dem Bach-Archiv mit seiner umfangreichen Bibliothek vorbehalten sind. In der zweiten Etage des Hintergebäudes befindet sich ein kleiner Konzertsaal von etwa 60 m2, der sogenannte Sommersaal. Dieser besitzt als Besonderheit ein ovales, mit einem Deckengemälde versehenes Deckenteil, das angehoben werden kann, wodurch mittels einer frei werdenden Balustrade besondere akustische Effekte erzeugt werden können. Das Hintergebäude hat am Übergang zum Garten einen flachen Anbau mit begrüntem Dach.

## Geschichte
Bereits 1529 wird an betreffender Stelle ein Haus des Wolf von Lindenau erwähnt. Nach Besitzerwechseln ließ Peter Hofmann 1585 anstelle des alten ein neues Haus errichten, dessen Vorderhaus als Kernbau des heutigen Bosehauses anzusehen ist. Nach weiteren Besitzern kam das Haus zu der Leipziger Kaufmannsfamilie von Ryssel und von dieser per Erbfolge in die Familie Bose. 
Ab April 1710 war Georg Heinrich Bose neuer Eigentümer und plante auch sogleich einen tiefgreifenden Umbau unter der Leitung des Maurermeisters Nikolaus Rempe. Im Hinterhaus entstand 1717 der Sommersaal, der später ein Deckengemälde von Adam Friedrich Oeser erhielt.

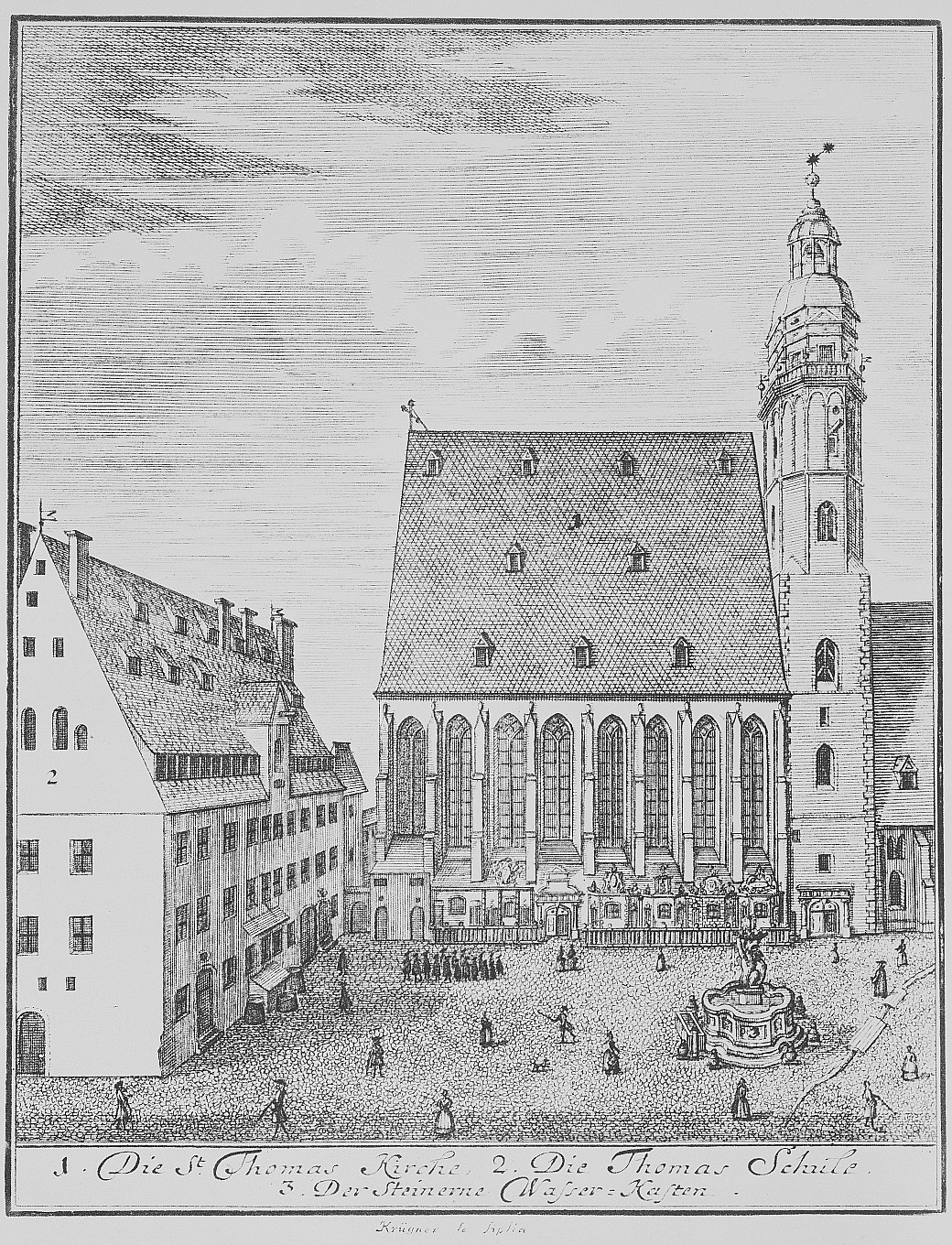
Blick aus dem Bosehaus auf Thomaskirche und -schule 1723

1723 zog Johann Sebastian Bach in die benachbarte Thomasschule und die Familien Bose und Bach wurden befreundet, was sich nicht zuletzt an vier Taufpatenschaften von Töchtern der Familie Bose für Töchter von Bach äußerte. Bach war regelmäßiger Gast im Hause Bose.
1731 starb Georg Heinrich Bose. 1744 heiratete der wohlhabende Handels- und Ratsherr Johann Zacharias Richter (1689–1751) in dritter Ehe die älteste Bosetochter Christiana Sibylla (1711–1749) und erwarb von der Erbengemeinschaft der neun lebenden Nachkommen des Georg Heinrich Bose, der auch seine Frau angehörte, das Haus am Thomaskirchhof. Richter besaß neben seinem barocken Prachtgarten eine große Kunstsammlung, die er nun in seinem neuen Haus – vermutlich im östlichen Seitengebäude – unterbrachte. Sein Sohn aus der zweiten Ehe, Johann Thomas Richter (1728–1773), ebenfalls Kunstsammler, vergrößerte die Sammlung und machte sie 1764 der Öffentlichkeit zugänglich – zwei Stunden pro Woche. Die Sammlung umfasste etwa 400 Gemälde, darunter Werke von Rubens, Rembrandt und Tizian, über 1000 Handzeichnungen und mehrere Tausend Kupferstiche. Im Richterschen Hause traf sich bis 1773 auch die Spitze im künstlerischen Leben der Stadt, die „Societät von Gelehrten, Schöngeistern, Künstlern und Kunstbeförderern“. Nach Johann Thomas Richters Tod ging die Ausstellung 1763 an seinen Bruder Johann Friedrich Richter (1729–1784). Namhafte Besucher der Ausstellung waren Goethe, Wieland, Jean Paul, Chodowiecki, Tischbein und Moses Mendelssohn. 1810 wurde die Sammlung von den Richterschen Erben versteigert und damit in alle Winde zerstreut.
Die Richters besaßen das Haus noch bis zur Mitte des 19. Jahrhunderts. 1853 erwarb es der Appellationsgerichtspräsident Johann Ludwig Beck und begann nach sechs Jahren 1859 mit einem großen Umbau. Ziel war dabei die Schaffung von möglichst viel gut vermietbarem Wohn- und Geschäftsraum. Im Vorderhaus wurden zwei Läden mit großen Schaufenstern eingerichtet und die erste Dachetage erhielt eine gerade Außenwand, wodurch das Gebäude viergeschossig wurde. Für die darüber liegende Etage entstanden die noch jetzt vorhandenen drei Dachgauben. Das Hintergebäude erhielt hofseitig einen über alle Etagen reichenden Anbau zur Aufnahme von Korridoren. Vom Barockbau vorhandene Bausymmetrien und die Großzügigkeit der barocken Hausanlage wurden vollständig aufgegeben. Das Haus unterschied sich kaum noch vom Mietshaustyp der späteren Gründerjahre.

Eintrittskarte zum de Wit-Museum

Am 7. März 1893 eröffnete hier im zweiten Stock in Anwesenheit des sächsischen Königs Albert der Niederländer Paul de Wit ein privates Musikhistorisches Museum, in dem er einen Teil seiner umfangreichen Sammlung historischer Musikinstrumente ausstellte. Im Haus befand sich auch die Redaktion der von ihm 1880 gegründeten und bis 1943 erscheinenden Zeitschrift für Musikinstrumentenbau. Das Museum bestand bis 1905. Dann verkaufte de Wit seine Sammlung an den Kölner Wilhelm Heyer, nachdem Verhandlungen mit der Stadt Leipzig gescheitert waren. 1926 konnten mit der Heyerschen Sammlung dennoch Teile der de Wit'schen Sammlung von den Erben Heyers durch den sächsischen Staat für die Universität Leipzig erworben werden. Sie bildeten einen wesentlichen Grundstock für das 1929 eröffnete Museum für Musikinstrumente der Universität Leipzig.

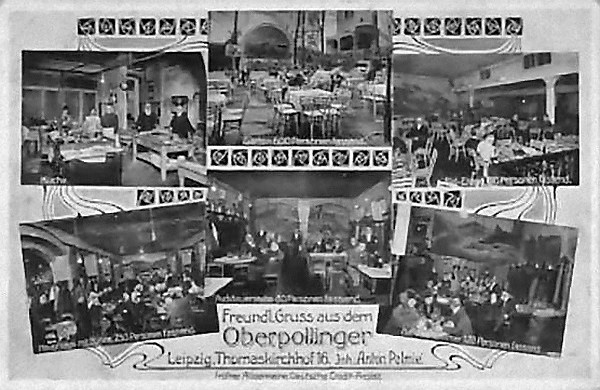
Gaststätte Oberpollinger im Bosehaus

Auch die Gastronomie zog Ende des 19. Jahrhunderts in das Haus Thomaskirchhof 16 ein. Im Hintergebäude etablierten sich zunächst die Ansbacher Bierhallen und später die Gaststätte mit Kabarett Oberpollinger. 1910 erwarb der Direktor der Riebeck-Brauerei in Reudnitz, Friedrich Wilhelm Reinhardt, das ganze Haus und führte das Oberpollinger zu großem Erfolg.
Von 1961 bis 2007 spielte das Kabarett Leipziger Pfeffermühle im Hintergebäude. Dem war 1960/1961 eine Erweiterung des Hinterhauserdgeschosses durch Flachbauten an Hof- und Gartenseite vorausgegangen.
Mit dem Abriss der alten Thomasschule 1902 schien außer den Kirchen in Leipzig kein Platz mit direktem Bezug zu Johann Sebastian Bach mehr zu existieren, der authentisch für ein Bach-Museum geeignet gewesen wäre. 1970 wies der Bachforscher Werner Neumann auf die Bedeutung des Boseschen Hauses für Bach hin und regte die museale Gestaltung des Hauses an. Bereits 1973 wurde im Erdgeschoss des Vorderhauses eine kleine Bach-Gedenkstätte eingerichtet.
In Vorbereitung eines größeren Museums begann 1982 eine umfassende Rekonstruktion des Gebäudeensembles einerseits mit dem Ziel, Museumsräume zu gewinnen, und andererseits, das Haus weitgehend auf den bauhistorisch wertvollen barocken Zustand zurückzuführen. Deshalb wurden die Raumzergliederungen von 1859 rückgeführt und die Hofeinbauten am Hintergebäude beseitigt. Der Sommersaal, der ohne beweglichen Schalldeckel nun Bachsaal hieß, wurde wiederhergestellt. Das in der Zwischenzeit verlorengegangene Oesersche Deckengemälde wurde durch ein Werk des Leipziger Malers Wolfgang Peuker über der offenen Galerie ersetzt. Es zeigte, angeregt von barocker Plafondmalerei, eine Allegorie mit Wolkenhimmel. Am 21. März 1985, zum 300. Geburtstag Bachs, konnte das Bach-Museum im Bosehaus eröffnet werden. Gleichzeitig zog das Bach-Archiv, das seit seiner Gründung 1950 im Gohliser Schlösschen beheimatet war, ins Bosehaus.
Anlässlich des Bach-Jahres 2000 wurde das Museum neu gestaltet. 2008 bis 2010 wurde eine weitere bauliche Überarbeitung des Hauses erforderlich. Die Maßnahmen konzentrierten sich vor allem auf die Erweiterung des Museums und der Bibliothek sowie auf notwendige Sicherheitsmaßnahmen wie Brandschutz und Klimatisierung. Durch die Einbeziehung des Nachbarhauses Thomaskirchhof 15 konnte der nutzbare Raum vergrößert werden. Das Museum wurde nach modernen museumspädagogischen Aspekten mit interaktiven und multimedialen Ausstellungsteilen eingerichtet. Der Barockgarten des Hauses wurde neu gestaltet, und ein Museumscafé wurde eröffnet.
Seit einigen Jahren besteht die Möglichkeit, sich im historischen Sommersaal standesamtlich trauen zu lassen.

## Baugeschichte

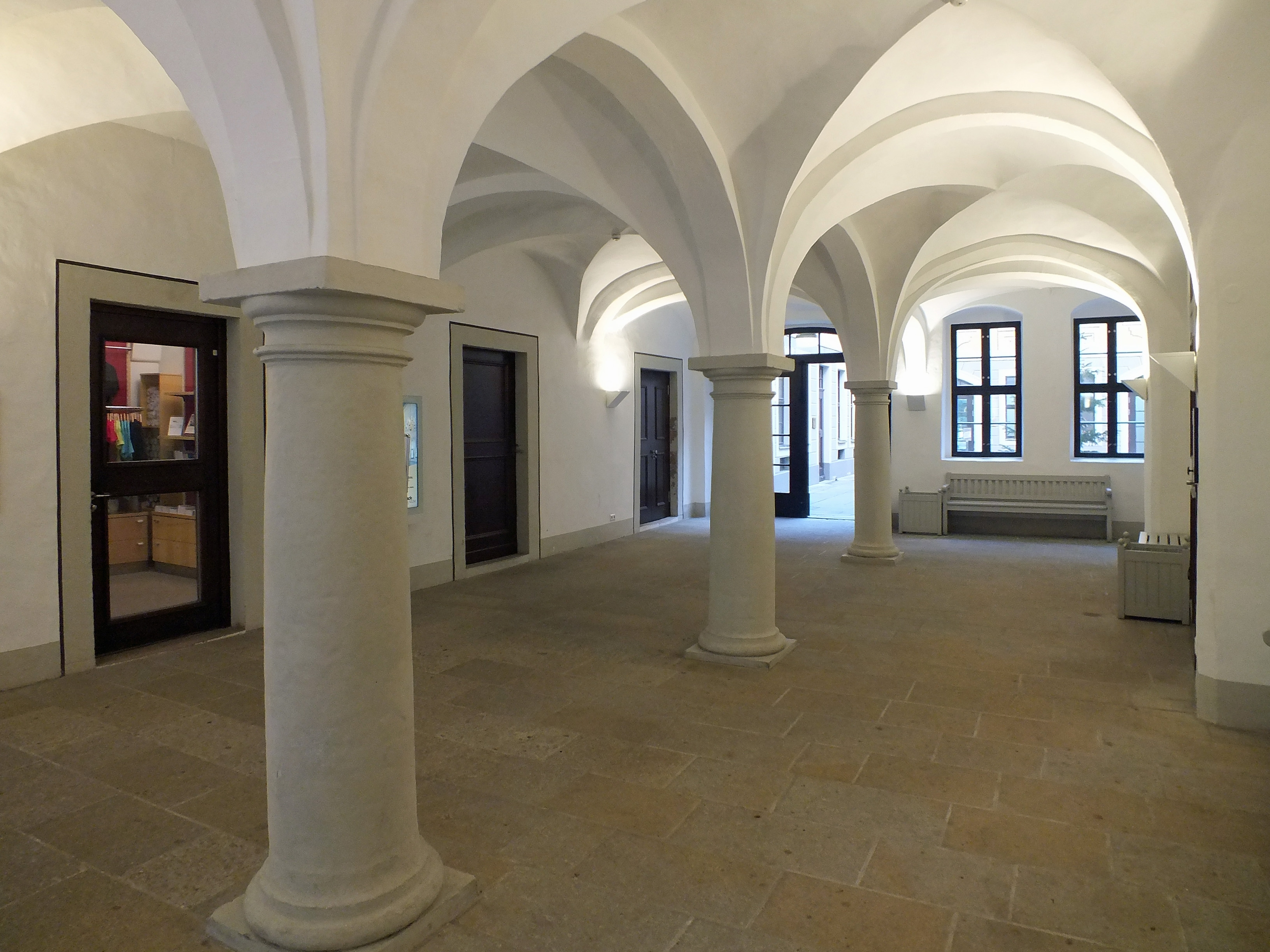
Das Kreuzgratgewölbe aus der Renaissance

In dem heutigen Vordergebäude ist ein dreigeschossiges Haus der Renaissance erhalten, das Peter Hofmann 1585 anstelle eines älteren Hauses errichten ließ. Eine bis heute erhaltene Giebelwand zeigt, dass sich der First damals wie heute parallel zur Straßenfassade erstreckte und das Haus nur Dreiviertel der Tiefe des barocken Hauses besessen hat. Die Eingangshalle im Erdgeschoss besaß ein Kreuzgratgewölbe, das noch erhalten ist. Es werden sich hölzerne Hintergebäude um einen unregelmäßigen Hof angeschlossen haben, die in den Bauakten des frühen 18. Jahrhunderts noch genannt werden und von Bose beseitigt wurden. Die vertikale Kommunikation dürfte wie in vielen anderen Leipziger Häusern ein Wendeltreppenturm vermittelt haben.
Georg Heinrich Bose ließ gleich nach dem Erwerb des Anwesens 1710 die Struktur des Hauses grundlegend verändern. Werkmeister war der Leipziger Maurermeister Nikolaus Rempe. 
Es entstanden vier Gebäudeflügel, deren drei Geschosse gleiche Höhen und Mansardendächer mit Dachgaupen besaßen. Die dreigeschossige Straßenfront zeigte in den beiden Obergeschossen vor den Wohnräumen einen zweigeschossigen Erker und ein mittiges Zwerchhaus im Mansardendach.
Das Vorderhaus wurde von Bose um etwa ein Drittel seiner Tiefe nach hinten verlängert und erhielt ein neues Dach, sodass die diesen Flügel in den beiden Obergeschossen teilende Längswand etwa in der Mitte des Baukörpers zu liegen kam. Damit folgte Bose einer neuen Entwicklung im sächsischen Bürgerhausbau, die die rückwärtigen Erschließungsflächen (Vorsäle) der zur Straße liegenden Wohnräume (Stuben) deutlich vergrößerte. Modern war auch die neue geradläufige Treppe an der Schnittstelle von Vorderhaus und Hof. Dieser Hof wurde nun mit Absicht, wie die Bauakten belegen, in einem regelmäßigen Viereck angelegt und ersetzte den älteren Leipziger Typus hölzerner Galerien auf unregelmäßigem Grundriss. Der Hof war von Vorderhaus, Seitenflügel und einem regelmäßig rechteckigen Hintergebäude umgeben. Dieses besaß im zweiten Obergeschoss einen Saal, dessen Fenster auf den Hof und den hinten anschließenden Garten mit Springbrunnen zeigten.
Seine heutige Gestalt erhielt das Vorderhaus im Jahre 1859 nach kleineren älteren Umbauten. Damals erhielt das untere Geschoss des Mansardendaches eine senkrechte Fassade, sodass das Haus von da an vier Vollgeschosse zeigt. Weitere Anbauten aus der damaligen Zeit wurden bei der denkmalpflegerischen Instandsetzung 1982/85 zurückgebaut.